# 小里川ダム

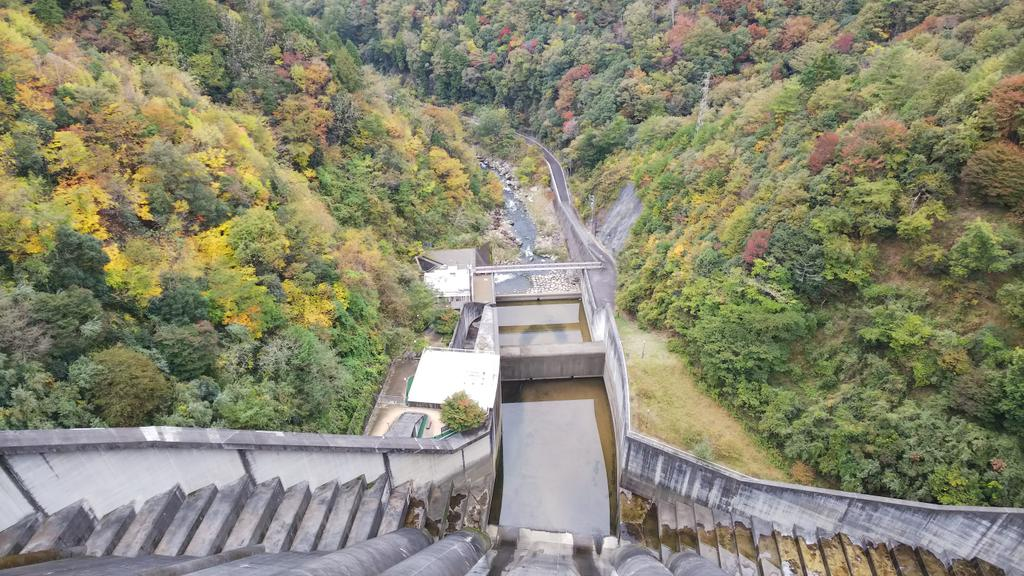
下流を望む

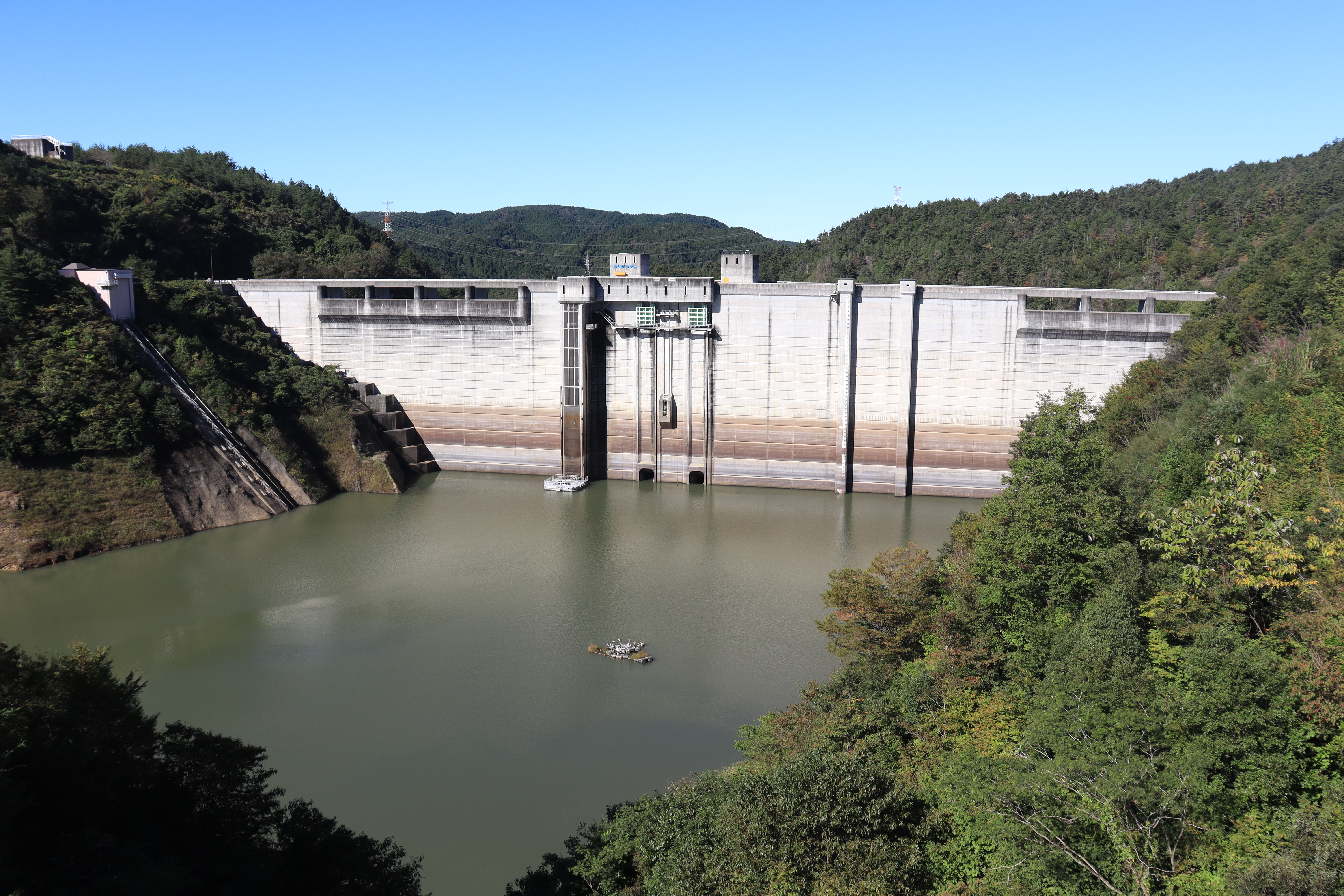
小里川ダムとおりがわ湖

小里川ダム（おりがわダム）は、岐阜県瑞浪市と岐阜県恵那市にまたがる、一級河川・庄内川支流の小里川に建設されたダムである。
国土交通省中部地方整備局が管理を行う国土交通省直轄ダムで、高さ114.0メートルの重力式コンクリートダムである。
洪水調節・環境維持・発電などを目的とした特定多目的ダムである。ダムによって形成された人造湖はおりがわ湖と命名されている。

## 沿革
小里川は天瀑山（標高777m）を水源とする庄内川の支流の一つであり、大正時代より3箇所の水力発電所が設置されていた。
小里川は氾濫が多く、被害を防ぐためにダムが計画され、1969年（昭和44年）より予備調査が行われた。その後、1972年（昭和47年）の集中豪雨では恵那郡山岡町（現・恵那市）、瑞浪市といった小里川、庄内川一帯は大きな被害を受けているそのような中で、小里川のみではなく、都市河川化した庄内川流域（名古屋市、瀬戸市、春日井市、多治見市、土岐市など）の浸水被害を防ぐため、1975年（昭和50年）に正式に事業化される。
1979年（昭和54年）に着工。2004年（平成16年）3月31日に竣工する。

## その他
地域に開かれたダムに指定されている。小里川ダム管理所には資料室「小里川ダムふれあい館」がある他、ダムの内部を一般に開放しており、ダム堤体内部を見学することも可能である。
ダム周辺は「ふれあい館・ダム右岸部地区」「原石山地区」「モダンパーク地区」「ダム左岸部地区」として整備されており、ウォーキングコースもある。
ダム近くにある道の駅おばあちゃん市・山岡には、小里川発電所の完成により廃止された水力発電所に使用されていた石造アーチ橋「興運橋」が移設保存されている。
ダム建設のため、岐阜県道33号瑞浪上矢作線が水没することになり、ダム湖の右岸に新道が開通している。